# Communauté de communes Les Hautes Terres en Haut Berry
La Communauté de communes des Hautes Terres en Haut Berry est une ancienne communauté de communes française, située dans le département du Cher.
En janvier 2017, la communauté de communes Terres du Haut Berry est créée à partir de la fusion des communautés de communes des Hautes Terres en Haut Berry, Terroirs d'Angillon et Terres vives.

## Composition
| Nom                 | Code Insee | Gentilé         | Superficie (km2) | Population (dernière pop. légale) | Densité (hab./km2) |
| ------------------- | ---------- | --------------- | ---------------- | --------------------------------- | ------------------ |
| Aubinges (siège)    | 18016      | Albingiens      | 10,97            | 336 (2014)                        | 31                 |
| Achères             | 18001      | Achérois        | 12,75            | 377 (2014)                        | 30                 |
| La Chapelotte       | 18051      | Castelpelotois  | 28,50            | 160 (2014)                        | 5,6                |
| Henrichemont        | 18109      | Henrichemontais | 25,27            | 1 805 (2014)                      | 71                 |
| Humbligny           | 18111      |                 | 20,86            | 196 (2014)                        | 9,4                |
| Montigny            | 18151      |                 | 28,65            | 383 (2014)                        | 13                 |
| Morogues            | 18156      | Moroguois       | 30,53            | 420 (2014)                        | 14                 |
| Neuilly-en-Sancerre | 18162      | Neuillois       | 26,05            | 242 (2014)                        | 9,3                |
| Neuvy-Deux-Clochers | 18163      |                 | 16,50            | 299 (2014)                        | 18                 |
| Saint-Céols         | 18202      | Saint-Céolais   | 3,34             | 17 (2014)                         | 5,1                |

## Compétences
- Aménagement de l'espace
  - Aménagement rural (à titre facultatif)
  - Constitution de réserves foncières (à titre obligatoire)
- Nouvelles technologies de l'information et de la communication (NTIC) (Internet, câble...) (à titre facultatif)
- Développement et aménagement économique
  - Action de développement économique (Soutien des activités industrielles, commerciales ou de l'emploi, soutien des activités agricoles et forestières...) (à titre obligatoire)
  - Tourisme (à titre obligatoire)
- Développement et aménagement social et culturel
  - Activités périscolaires (à titre facultatif)
  - Construction ou aménagement, entretien, gestion d'équipements ou d'établissements culturels, socioculturels, socioéducatifs, sportifs (à titre optionnel)
- Production, distribution d'énergie (à titre facultatif)
- Environnement
  - Assainissement non collectif (à titre facultatif)
  - Collecte et traitement des déchets des ménages et déchets assimilés (à titre optionnel)
  - Politique du cadre de vie (à titre optionnel)
  - Protection et mise en valeur de l'environnement (à titre optionnel)
- Logement et habitat - Action en faveur du logement des personnes défavorisées par des opérations d'intérêt communautaire (à titre optionnel)
- Action sociale (à titre optionnel)
- Voirie - Signalisation (à titre facultatif)

## Historique
- 28 décembre 2000 : création de la communauté de communes
- 13 janvier 2001 : création du bureau
- 29 novembre 2002 : transfert du siège social et modification du bureau
- 4 décembre 2006 : adhésion des communes d'Achères, La Chapelotte, Henrichemont, Montigny, Neuilly-en-Sancerre et Neuvy-Deux-Clochers
- 28 décembre 2006 : modification des statuts
- 31 décembre 2016 : disparition de la communauté de communes qui fusionne avec deux autres EPCI pour former la communauté de communes Terres du Haut Berry.

## Sources
- Le splaf - (Site sur la Population et les Limites Administratives de la France)
- La base aspic du Cher - (Accès des Services Publics aux Informations sur les Collectivités)